# Guido Graziani
Guido Graziani (Roma, 11 gennaio 1896 – Roma, 3 marzo 1986) è stato un allenatore di pallacanestro, allenatore di baseball e dirigente sportivo italiano.
Introdusse in Italia baseball e softball e fu tra i pionieri della pallacanestro, della quale allenò la Nazionale maschile, in coppia con Decio Scuri.

## Carriera
Studiò alla Niagara University e fu tra i capi del YMCA dello Springfield College, dove si laureò in educazione fisica e in psicologia. Tornò in Italia nel 1910. Fu il pioniere per eccellenza della pallacanestro italiana, perché tradusse i regolamenti già resi noti da Ida Nomi, sistemandoli grazie all'esperienza diretta di questo sport che ebbe negli Stati Uniti d'America.
Durante la prima guerra mondiale, insegnò lo sport soprattutto alle forze armate italiane e nel 1919 fondò l'YMCA di Roma. La sua opera di insegnamento fu importante anche in preparazione della prima vera partita di pallacanestro italiana, che si svolse a Milano l'8 giugno 1919: 2ª Compagnia Automobilisti di Monza-Aviatori della Malpensa 11-11.
Nel 1923 organizzò i primi corsi per arbitri e allenatori di pallacanestro. Nel 1936 è stato nominato allenatore della nazionale italiana di pallacanestro al fianco del commissario tecnico Decio Scuri. Con la nazionale ha avuto l'opportunità di disputate le Olimpiadi di Berlino 1936, arrivando al settimo posto.
Nell'estate 1942, è presidente del Comitato degli Allenatori Federali e affianca l'allenatore Emilio Giassetti nelle partite amichevoli Italia-Ungheria maschile e Italia-Ungheria femminile.
Nel 1944 il CONI lo sceglie come reggente della Federazione Italiana Pallacanestro. Il 7 febbraio 1947 fondò la Lega Italiana Softball, prima federazione che si dedicava a questo sport.
Fondò il Servizio Civile Internazionale, il Movimento Internazionale della Riconciliazione (MIR) e la Scuola Strumento di Pace.
È nella Hall of Fame del baseball italiano.